# HMS Rajah (D10)
HMS Rajah (D10), nguyên là tàu sân bay hộ tống USS Prince (CVE-45) (ký hiệu lườn ban đầu AVG-45 và sau đó là ACV-45) của Hải quân Hoa Kỳ thuộc lớp Bogue, được chuyển cho Hải quân Hoàng gia Anh Quốc và đã hoạt động trong Chiến tranh Thế giới thứ hai.
Prince thoạt tiên được dự định như một tàu hàng kiểu C3 tên gọi McClure theo một hợp đồng với Ủy ban Hàng hải Hoa Kỳ, nhưng được đổi tên thành Prince vào ngày 13 tháng 11 năm 1942 và được đặt lườn vào ngày 17 tháng 12 năm 1942 tại xưởng đóng tàu của hãng Seattle-Tacoma Shipbuilding ở Tacoma, Washington. Nó được hạ thủy vào ngày 18 tháng 5 năm 1943, được đỡ đầu bởi Bà J. L. McGuigan, và được xếp lại lớp với ký hiệu lườn CVE-45 vào ngày 15 tháng 7 năm 1943. Nó được chuyển cho Anh Quốc vào ngày 17 tháng 10 năm 1943 theo chương trình Cho thuê-cho mượn, được đổi tên thành HMS Rajah (D10), và đã hoạt động trong chiến tranh như một chiếc thuộc lớp Ameer.
Sau khi phục vụ trong chiến tranh, nó được hoàn trả cho Hoa Kỳ tại Norfolk, Virginia vào ngày 13 tháng 12 năm 1946, được rút khỏi danh sách Đăng bạ Hải quân vào ngày 7 tháng 2 năm 1947, và nó được bán cho hãng Waterman Steamship Corporation Mobile, Alabama, vào ngày 7 tháng 7 năm 1947 để hoạt động hàng hải thương mại tư nhân dưới tên gọi Drente, sau đó đổi tên thành Lambros, và rồi là Ulysses. Nó được tháo dỡ tại Đài Loan vào năm 1975.